# Popoli (rivista)
Popoli è stata la rivista internazionale dei gesuiti italiani.

## Storia

### Le Missioni della Compagnia di Gesù
Alla fine del 1914 si avviò a Venezia, su iniziativa del gesuita Giuseppe Petazzi, la pubblicazione del quindicinale Le Missioni della Compagnia di Gesù. Con gli auguri di papa Benedetto XV, il primo numero uscì nel gennaio 1915, «mentre tutti gli animi sono rattristati dalla fosca visione della guerra che strazia l'Europa», come scriveva il direttore nel primo editoriale. La rivista intendeva «narrare e promuovere la grande opera delle missioni», con riferimento in particolare ai gesuiti italiani. Fin dall'inizio si distinse per un ampio utilizzo delle immagini e la visione internazionale, non priva del gusto per l'esotismo tipico dell'epoca.
Negli anni Venti la rivista raggiunse i 40.000 abbonati. Nell'agosto 1928 pubblicò la cronaca della sfortunata missione di Umberto Nobile al Polo Nord, probabilmente scritta dal gesuita Giuseppe Gianfranceschi, cappellano della spedizione.
Divenuta un mensile nel 1943, la rivista dal 1954 passò dal formato “quaderno” a uno più grande, simile a quello attuale, stampato in rotocalco. Nel 1962 assunse la direzione padre Silvio Springhetti che la mantenne fino al 1976.

#### Popoli e Missioni
Il 1970 vide due novità principali: la collaborazione tra i gesuiti italiani e la direzione italiana delle Pontificie Opere Missionarie, da cui nacque la nuova testata Popoli e Missioni; l'introduzione delle foto a colori. La nuova rivista ampliò i suoi orizzonti, iniziando a occuparsi con un'apertura più universale di tutto il mondo dell'evangelizzazione. Nel 1976 padre Giuseppe Bellucci divenne il direttore.

#### Popoli
Nel 1987 iniziò la terza fase della storia del mensile: terminata la collaborazione con le Pontificie Opere Missionarie, la testata assunse l'attuale denominazione di Popoli. Nel 1993 entrò in redazione il primo giornalista laico. La rivista divenne sempre più attenta agli squilibri tra Nord e Sud del mondo, seguendo la strada segnata da Giuseppe Bellucci, che già nel 1975 si chiedeva: «Andiamo verso un nuovo tipo di sfruttamento o verso un mondo più giusto?». Popoli si qualificò sempre di più come magazine d'informazione oltre che come mensile missionario. Nel 1998 Giuseppe Bellucci lasciò la rivista diretta per 22 anni e, dopo la breve direzione di padre Giustino Béthaz, nel 1999 gli succedette padre Bartolomeo Sorge, ex direttore della Civiltà Cattolica e contemporaneamente di Aggiornamenti Sociali. Nel 2006 è nominato direttore Stefano Femminis, il primo laico responsabile di una rivista dei gesuiti in Italia. Mantenendo il suo profilo internazionale, negli ultimi anni Popoli ha sempre più guardato alle dinamiche dell'immigrazione in Italia e della trasformazione della società multietnica. Dal 2010 alla rivista si affianca un webmagazine, con contenuti extra rispetto alla pubblicazione cartacea, e nel 2011 Popoli è stata la prima rivista cattolica italiana a sviluppare un'applicazione per i-Pad.

## Obiettivi
Padre Bellucci nel libro Popoli. 90 anni (2005) scrisse che le finalità della rivista sono le seguenti:
- Porre l'accento sui valori culturali e religiosi dei popoli del mondo. Portare il lettore, attraverso gli articoli e le immagini, alla scoperta del prossimo.
- L'attenzione particolare all'inculturazione del Vangelo nelle varie aree culturali del mondo.
- L'attenzione all'aspetto ecumenico della missione, sottolineando gli aspetti più significativi del dialogo tra le Chiese e le religioni.

## Tematiche principali
La rivista si articola attorno a tre «pilastri». Il primo, «Cammini di giustizia», affronta temi di taglio sociopolitico riguardanti il Sud del mondo e l'immigrazione: dai diritti umani alla cooperazione, dagli squilibri economici all'ambiente, ecc. Nel secondo, «Identità-differenza», si approfondiscono le dimensioni culturali, antropologiche e religiose dei popoli e la sfida dell'incontro tra culture diverse in un mondo globalizzato. Il terzo pilastro, «Dialogo e annuncio», è dedicato alle questioni interreligiose, all'ecumenismo e a raccontare come cambia la missione oggi. Le stesse chiavi di lettura della realtà definiscono la linea del webmagazine e di tutte le iniziative editoriali di Popoli.

## Collaboratori stabili
- Maurizio Ambrosini, sociologo
- Stefano Bittasi S.I., gesuita e biblista
- Giacomo Poretti, attore comico
- Paolo Dall'Oglio S.I., gesuita in Siria
- Silvano Fausti S.I., gesuita e biblista
- Thomas J. Reese S.I., gesuita e giornalista (Washington)
- Fabrizio Valletti S.I., gesuita (Napoli, Scampia)